# De regno ad regem Cypri
De regno ad regem Cypri è l'opera politica più famosa di san Tommaso d'Aquino. La datazione è incerta e dibattuta. L'opera è dedicata a un re di Cipro del quale non è fornito esplicitamente il nome ed è apparentemente riferita al re crociato Ugo II oppure Ugo III.
Il testo rimase incompiuto a causa della prematura morte del suo destinatario.
Lo scritto non deve essere confuso col De regimine principum di Egidio Romano.

## Contesto storico
A differenza di quanto Tommaso sostiene in altre sue opere, nel De regno difende la necessità di un governo monarchico forte e autoritario e si dichiara contrario alla creazione di un regime misto. Al riguardo, alcuni studiosi hanno stato suggerito che questo particolare approccio derivasse dalla situazione di disordine sociale causata da una serie di rivolte interne che erano iniziate nel 1233, che avevano fatto cadere Cipro in uno stato di grave instabilità politica.
In altri scritti precedenti, Tommaso d'Aquino aveva proposto come forte di governo ideale quella di un sistema monarchico misto in cui il re avrebbe dovuto essere assistito nelle decisioni da una classe aristocratica ad elezione popolare. Nel De regno, tuttavia, presenta una posizione moderatamente assolutista in cui sostiene il rafforzamento del potere regale.
L'opera è fortemente influenzata dalla teoria politica di Alberto Magno.

## Struttura
L'opera completa consta di quattro libri, di cui soltanto il primo e i primi quattro capitoli del secondo furono composti da Tommaso d'Aquino. Il suo allievo Tolomeo da Lucca riprese il testo una quarantina d'anni dopo, senza conservare la levatura intellettuale dell'opera né la sua concezione originaria.

## Datazione
Torrell sottolineò la notevole incertezza nella datazione del De regno : "Fino a quando future indagini non getteranno maggiore luce su queste questioni, non resta altro che dichiarare una datazione altamente incerta, in accordo con l'editore della Leonina (successore di Grabmann)". Eschmann pose il terminus ante quem al 1265; Torrell scelse il 1267 come anno di origine, seguendo Mandonnet. Flüeler fece notare il fatto che Tommaso d'Aquino avesse citato gli ultimi libri della Politica di Aristotele, che, stante il recupero delle sue opere nell'Occidente latino, non avrebbe potuto conoscere prima del 1271. Di conseguenza, suggerì una datazione compresa tra il 1271 e il dicembre 1273.

## Contenuto
L'opusculum, così chiamato per la sua brevità, è fortemente condizionato dalla nozione aristotelica dello Stato, ripensata in un'ottica cristiana. Il motivo teologico dell'opera è chiaramente riconoscibile secondo l'orientamento intellettuale del suo autore, in contrasto con Aristotele. Jean-Pierre Torrell sottolineò che il De regno è una fonte problematica, citando come prova Hyacinthe-Françoise Dondaine, curatore dell'edizione critica, secondo il quale: “Questo opusculum è incompiuto, forse anche un incidente... si presenta a noi in condizioni alquanto difficili; queste richiedono che ci si riferisca molto cautamente al testo quale espressione del pensiero del suo autore».
Nel testo emerge una contraddizione fra i passi in cui il dominio dei principi è dichiarato come l'unificazione del corpo politico e il compimento del bene comune, e quelli in cui è considerato il più ingiusto e il più lontano dal bene comune, in quanto il principe è solo un individuo. Questa contraddizione deriverebbe da una fusione incompleta della teoria cristiana della monarchia con la teoria greco-romana della res publica.

## Dottrina
Tommaso d'Aquino limita l'ambito dell'opera all'analisi del governo monarchico, tentando di conciliarlo con le Sacre Scritture, la filosofia classica e una visione cristiana della società. 

### Ruolo del governo e bene comune
Tommaso d'Aquino giustifica l'esistenza del potere temporale da un punto di vista teleologico. Secondo l'autore, il fine ultimo della vita umana consiste nella beatitudine eterna e nella salvezza perseguite dalla Chiesa cattolica; tuttavia, egli riconosce anche l'importanza di soddisfare i bisogni fondamentali di tipo materiale al fine di raggiungere questo obiettivo. Muovendo dalla definizione aristotelica dell'uomo come animale politico, l'autore aferma che gli uomini tendono ad aggregarsi all'interno di compagini sociali che perseguono il bene comune e il soddisfacimento delle proprie esigenze di ordine temporale, al fine di condurre una vita virtuosa. Tommaso conclude che è necessario avere un capoche ordini la comunità a quell’obiettivo senza permettergli di deviare altrove. Pertanto, lo Stato è concepito come una creazione divina, orientata al bene generale dell'umanità. La legittimità del potere politico, tuttavia, non è intrinseca, ma è del tutto condizionata al suo porsi al servizio al bene comune e alla sua sottomissione alla legge morale naturale.  L'esistenza dello Stato e la necessità di un capo di governo non sono considerate una conseguenza negativa derivante dal peccato originale, bensì una questione che appartiene semplicemente all'ordine divino e naturale della creazione.
Tommaso prosegue analizzando le diverse forme di governo alla ricerca di quella ideale. Partendo dalla premessa che la forma dello Stato debba essere orientata al perseguimento del bene comune della società, giunge alla conclusione che il governo migliore è quello di un singolo poiché questi impedisce che l'interesse particolare delle persone devi da quello collettivo (il bene comune) e sia quindi piegato a favore delle loro aspirazioni individuali. La funzione principale di un governante, quindi, sarebbe quella di promuovere la fioritura delle virtù cristiane e il bene comun,e inteso come soddisfazione dei bisogni umani. 
Tommaso d'Aquino riconosce, tuttavia, la possibilità che altre forme di governo siano legittime e potenzialmente buone, tra cui l'aristocrazia e la politeia. In ogni caso, le considera meno perfette della monarchia poiché la loro naturale instabilità può ostacolare un'adeguata ricerca del bene comune.

### Il potere politico e il peccato
L'autore vede l'uomo come un essere naturalmente orientato al bene supremo, ma che a motivo del peccato originale ha anche una tendenza a deviare dall'ordine naturale. Un buon governo, quindi, sarebbe quello capace di orientare la società verso il bene comune, ignorando le ambizioni individuali indotte dalle passioni umane. Le discordanze causate dagli impulsi naturali dei diversi individui dovrebbero essere riconciliati tra loro da un re legittimo che ordini il popolo alla virtù, alla prosperità e alla pace sociale. 
Di conseguenza, un governante che agisse a vantaggio proprio o di una parte della società rappresenterebbe una cattiva forma di governo. Nel tomismo il bene comune coincide con il bene universale e oggettivo per tutti i cittadini; ciò vale indipendentemente dall'opinione della maggioranza e quindi non ha alcun rapporto con il bene individuale. Riprendendo la Politica di Aristotele, Tommaso d’Aquino classifica tre forme di governo che si oppongono alle altrettante forme del governo ideale:
- Tirannia: corruzione delle monarchia, consistente nel governo di una sola persona a proprio vantaggio;
- Oligarchia:, corruzione dell'aristocrazia, costituita dal governo di una ricca élite che opprime il popolo a proprio vantaggio;
- Democrazia: corruzione della politeia, costituita da una massa che usa il proprio potere per opprimere coloro che si pongono al di fuori della volontà della moltitudine.

### Diritto all'insurezione
Sempre in accordo con Aristotele, Tommaso considerò la tirannide come la peggiore forma di governo in assoluto. Rifiutando l'eventualità di una rivoluzione armata, nel De Regno propose dei meccanismi politici atti a prevenirla. Sostiene che il popolo possa usare la propria "autorità pubblica" e che abbia il diritto di deporre un re che sia stato inadempiente circa i propri doveri.  L'opera rimase incompiuta e non sviluppò la questione dei limiti proposti a questo meccanismo.
Tommaso d'Aquino deplorò la ribellione violenta, ma affermò che i cittadini non sono obbligati ad obbedire alle leggi di un governante illegittimo e che siano contrarie al bene comune. Questa tesi è stata descritta, con sfumature diverse, come "diritto di resistenza all'opressione" o anche come libertà di coscienza.
La scelta è delegata alla comunità, che ha il compito di bilanciare rischi e benefici, ad esempio tenendo conto che il fallimento dell'insurrezione potrebbe finire coll'incattivire il tiranno, ovvero il suo successo col condurre al potere un tiranno ancora più sanguinario. L'intervento di Dio è invocato solo come extrema ratio solo quando una soluzione politica umana non è più possibile.
(De Regno, Libro I, cap. 6)
(De Regno, Libro I, cap. 6)
Tommaso non precisò come ottenere questo risultato in altre parti dell'opera. Purtuttavia, citò gli esempi di Tarquinio  il  Superbo, scacciato dal popolo  romano, e di Domiziano, fatto uccidere dal Senato che ne invalidò tutti gli atti di governo.
L'autore pensava dunque ad un regime elettivo che garantisse la scelta del candidato più razionale e meno propenso a degenerare in tirannide; e a un sistema costituzionale (chiamato regimen politicum e regimen commixtum) che consentisse di deporre legalmente un tiranno e di evitare che la monarchia potesse degenerare in tirannide.